# She Doesn't Live Here Anymore
She Doesn't Live Here Anymore, skriven av Per Gessle, är en låt och en singel av den svenska popduon Roxette. Singeln gavs ut 1996. Singeln innehöll, förutom titelspåret, två olika remixer av hiten The Look. 
Låten She Doesn't Live Here Anymore släpptes första gången 1995 på samlingsskivan Don't Bore Us, Get to the Chorus!. På originalutgåvan finns 18 spår, varav 14 är tidigare utgivna låtar och 4 är utgivna för första gången. Det näst sista spåret, en av de fyra nya låtarna, är She Doesn't Live Here Anymore. 

### Fotnoter
1. ↑  ”Roxette”. Arkiverad från originalet den 16 oktober 2011. https://web.archive.org/web/20111016201530/http://roxette.se/discography.php?show=release&id=11. Läst 22 maj 2011.